# 脱毛症

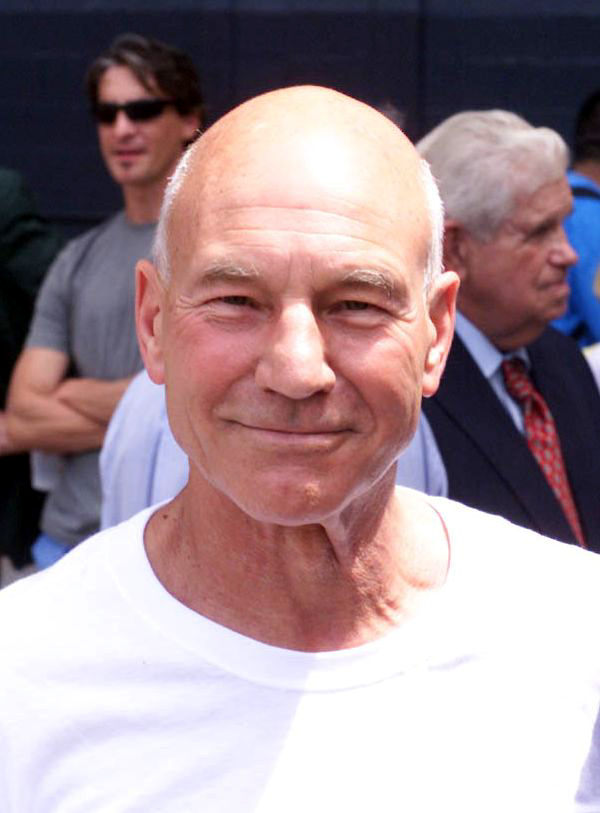
俳優パトリック・スチュワートの禿げ頭

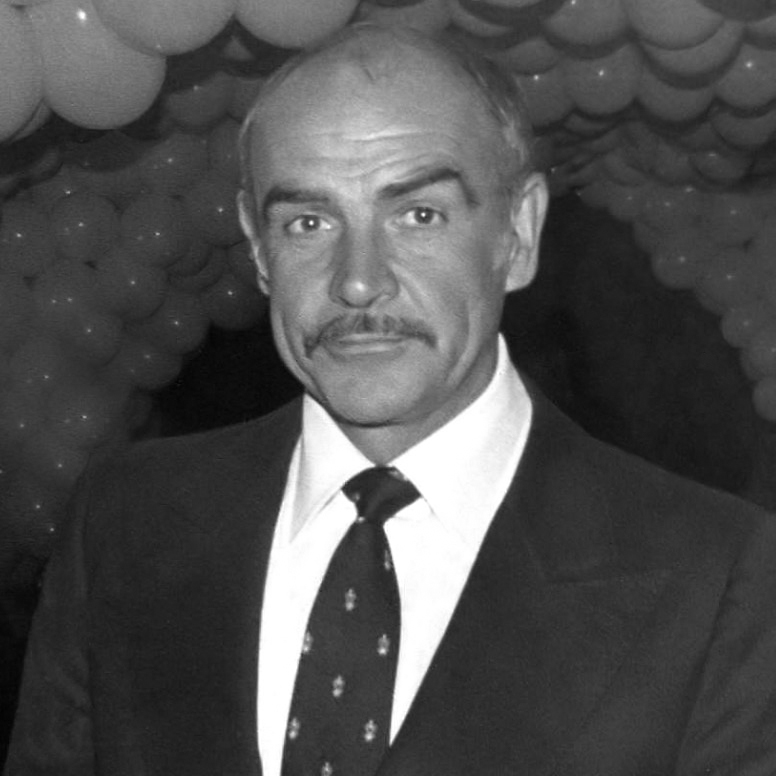
ショーン・コネリー（1980年撮影）。出演作にはカツラは装着・未装着両方がある。

脱毛症（だつもうしょう）（alopecia）、または抜け毛（ぬけげ）とは、本人が生えることを期待していた毛髪（主に過去に生えていた箇所の毛）が生えなくなった状態、あるいは抜けてしまった状態のことである。通俗的には禿げ（はげ）と言われる。生理学的には、ヒトの頭髪の形状は年齢や個々人の個性により多様であり、こうあらねばならないという正解があるわけではない。医学的には、毛密度が生来の50％以下に低下した場合を指し、他人から見ても目立つ場合が多いとされる。最近では女性のレーザー脱毛と混同されることから、薄毛と言われる事が多い。

## 脱毛症（薄毛）の類型
男性型脱毛症と脂漏性脱毛症、老人性脱毛症、円形脱毛症、制癌剤の投与などが原因の薬物脱毛症、瘢痕性脱毛症、出産後に起こる産後脱毛症がある。また、精神疾患の抜毛症がある。

### 男性型脱毛症
男性の大半は加齢と共に多少なりとも前頭部と頭頂部の毛量が減少していく。そのため、これは正常な生理的現象であるとし、病気としては扱われない。後述するような医学的対処も行われているが、医薬品は生活改善薬の一種であり、外科的手法は美容外科手術の一種である。病気の治療ではないので健康保険は適用されない。しかし、男性型脱毛症の大部分を占めるAGAはフィナステリドやデュタステリドを内服する事で進行を止める事が可能になった。その場合自由診療であり、皮膚科、美容外科などの医療機関のみが取り扱っている。
AGAの原因は酵素5α-リダクターゼの働きによって男性ホルモンである「テストステロン」から生成されたDHT(ジヒドロ・テストステロン)という物質が原因と考えられている。このDHTが毛乳頭細胞に存在する男性ホルモン受容体（レセプター）と結びつくと、髪の毛の正常なサイクルを狂わせてしまう。5α-リダクターゼにはタイプIとタイプIIの二種類が存在し、それぞれI型DHTとII型DHTを生成する。AGAが出現する前頭部と頭頂部にはタイプIIの5α-リダクターゼが主に存在し、AGAが出現しにくい後頭部と側頭部にはタイプIが多く存在している。通常、生えた髪の毛は2年～6年は維持されるはず（その後抜け毛となり、また生え変わる）であるが、DHTタイプIIが標的器官である前頭部と頭頂部の髪の毛の毛乳頭細胞にある男性ホルモンレセプターに接続すると脱毛に関するタンパクを生成し、一気に毛髪の寿命を縮め、数ヶ月から1年で成長が止まってしまう。そのタンパク質の代表的なものがTGF-β1と考えられている。TGF-β1は細胞の働きを調節する内因性生理活性蛋白質でサイトカインの一種である。TGF-β1が毛包細胞に存在するTGF-β1レセプターに結合すると毛包細胞の細胞自然死（アポトーシス）が起こり、毛周期が退行期へ誘導されてしまう。5α-リダクターゼタイプIIの阻害薬がフィナステリドであり、5α-リダクターゼタイプIIとタイプIの両方を阻害するのがデュタステリドである。これらの薬品はAGAの進行を防ぐ効果がある。これは自毛植毛をしても同じ事であり、植毛のドナーは後頭部より持ってくるため、生涯AGAに侵されるリスクは少ないが周囲の毛はAGAの進行とともに弱毛化し抜けて行く。つまり自毛植毛をしてフィナステリドかデュタステリドを内服しなければ植毛した毛のみが残る事になりうる。女性の男性型脱毛症（FAGA）は女性型脱毛の一部に認められ、前頭部から頭頂部にかけて全体的に薄くなる。女性にフィナステリドやデュタステリドを投与する事は禁忌となっている。
脱毛症の男性はヨーロッパで多く、東アジアや東南アジアでは少ないとされる。薄毛率が比較的低い東アジアでは、若ハゲは昔から軽蔑される風潮がある。近年はカツラ業界や育毛剤業界が盛んにテレビコマーシャルを流しており、若年性脱毛症を深刻な悩みの原因とする若い男性は多い。そのように人の劣等感を煽り立てて商売をするいわゆるコンプレックス産業のあり方を疑問視する声もある。
例えば、日本皮膚科学会では、「育毛を掲げたヘアサロンの行き過ぎた行為、発毛に関する誇大な広告、人工毛植毛によるトラブル。医療者向けにまずエビデンス（医学的根拠）を提供したいと考えた」として、男性型脱毛症診療ガイドラインを策定している。同委員の板見智・大阪大大学院教授によると、「対象とした成分や施術は科学的な検証材料があった。むしろこれに該当しなかった育毛剤や育毛サロンなどは科学的な根拠がないということ」などと指摘している。

### 老人性脱毛症
人間は60歳を超えると、性差にかかわりなく髪の毛を含む体毛が薄くなっていく。これを老人性脱毛症といい、男性型脱毛症と異なり頭部全体（さらには全身）にわたって毛の減少がある。進行には個人差があり、男性型脱毛症を併発することが多い。2016年2月5日、東京医科歯科大学などの研究グループが加齢によるハゲの原因が、頭皮に存在するコラーゲンの一種が減少し、毛髪を作り出す細胞が死滅するためだとする研究成果を発表した。マウスの体毛が加齢とともに薄くなるメカニズムの研究で、体毛を生産する細胞が、加齢とともに細胞の生命維持に必要なコラーゲン「17型コラーゲン」を自ら分解し死滅することを突き止めた。この「17型コラーゲン」の減少を抑える遺伝子を組み替えたマウスでは体毛の減少が少なかった。研究グループはヒトの毛髪も同じメカニズムであると確認しており、コラーゲンの減少を抑制する物質を探し出すことで、ハゲの治療につながることが予想される。

## 脱毛症への対処
現在、脱毛症、特に男性型脱毛症は、病気では無いと考えられている。しかし、医学的に治療が可能である。治療費は概ね高額になるため対処するか否かは、本人の嗜好次第である。

### 剃髪
いわゆるスキンヘッド。中途半端に毛髪が残るから悩むのだと考え、完全に毛髪を剃り落としてしまう。一番シンプルで費用がかからない。脱毛症の問題が見た目よりもむしろ本人の精神面にあることを思えば究極の解決方法とも言える。一方で
- 頭の形が不格好だったり、頭皮に傷がある人はやりにくい。
- 頭部を保護する毛髪がなくなるので、頭皮を傷つけやすくなり、冬場は寒い。
- 暴力の象徴と見る地域があり（やくざやネオナチなど）、非難の目で見られることもある。
- 人に与える印象が強い「髪型」であり、何かと人目が集まりやすい。
- 上記の理由から、人によっては外出時は帽子や後述するかつらが欠かせない。

といった問題点もある。
脱毛の進行具合によっては、薄毛に見えないようカットをしてくれる薄毛専門美容室も存在する。

### 器具による対処

#### かつら
かつらは、人工毛または人毛によりヘアスタイルを作って、頭部に着用する器具のことである。

#### 増毛
増毛とは、残っている毛髪に人工毛を接着して、見た目の毛量を増やす施術のことである。当然ながら、接着した毛髪が伸びれば人工毛を付け直さなければならないし、接着した毛髪が抜けてしまえば人工毛も抜けてしまうので、かつら以上に常にメンテナンスが必要になる。増毛は結毛式・粘着式・編み込み式の3種類に大別される。
技術的には美容室や理容室で行われているヘアーエクステンションと技術的に同じものであるが、脱毛者向けに営業しているヘアサロンが実施する増毛は細かく本数がはるかに多い。よって、技術時間が長くかかるため、ヘアーエクステンションよりも高額な料金になってしまうことが難点である。

### 育毛剤と薄毛治療薬
様々な育毛剤が市販されているが、科学的な臨床実験により実用にかなう発毛作用が確認されている薬品は、2010年時点で以下の2種類のみである（後にデュタステリド <商品名『ザガーロ』 が加えられた）。この2種類は育毛というよりは薄毛の治療薬に分類されるものである。男性型脱毛症診療ガイドライン（2010年版）でも推奨度A（おこなうよう強く勧められる：少なくとも1つの有効性を示すレベルIもしくは良質のレベルIIのエビデンスがあること）になっている。
- ミノキシジル（商品名『ロゲイン』、『リアップ』）

頭皮にふりかける外用薬である。もともとは高血圧の治療薬として開発された薬で、血管拡張作用によって発毛を促すといわれているが、メカニズムには不明な点が多い。頭頂部の毛を増やす効果があり、前頭部や生え際への効果は薄い。最近は内服薬のミノキシジルも登場している。その場合、頭髪だけでなく全身の毛を増やす作用がある。
- フィナステリド（商品名『プロペシア』）（男性のみ）

内服薬である。頭皮における男性ホルモンの作用を抑制し、脱毛を防止するとともに発毛を促す。
アメリカの製薬会社メルク社が開発した。日本でも、メルク社の100％子会社である万有製薬（現・MSD）が2005年10月11日に厚生労働省の承認を受け、自由診療（保険外診療）として医師の処方箋に基づいて使用できるようになった。臨床試験では、3年で98%（以上）の人に対して脱毛を食い止める効果があったという。ただし女性に関してはおこなわないよう日本皮膚科学会は注意をしている。また、厚生労働省から女性と子どもへの摂取をしないよう注意喚起がされている。
これらの薬品は薬品付属の文書、および担当医などの診断による助言を守れば、とくに早期の男性型脱毛症においては効果が認められている。一般に育毛剤の効果を判断するには最低半年程度、同じ薬剤を適切な状態で使い続けることが必要である。この二種類の薬剤が世界的な販売実績と評判を得た事で、さらに効果の高い発毛剤と認められる薬剤が世界的に研究されるようになった。
医薬品ではない育毛剤では、薬機法上、発毛効果を広告で表現できないため、注意が必要である。

### 外科的手法
美容外科手術の一種で、自毛植毛と呼ばれているものである。

#### 人工毛移植手術
頭皮に人工毛を挿入する美容外科手術である。自毛移植手術と異なり、移植本数に制限がなく、全禿げでも施術可能という利点はあるが、人体に異物を挿入する手術であるため、免疫拒絶反応により頭皮が炎症を起こすことがある。当然ながら人工毛は成長せず、生えかわることもないので、抜け落ちてしまえば再手術が必要である。副作用が多く報告されたため、現在アメリカでは行われていない。また、日本皮膚科学会から発表された男性型脱毛症診療ガイドライン（2010年版）でも推奨度D（行わないよう勧められる：無効あるいは有害であることを示す良質のエビデンスがある）になっている。

#### 自毛植毛
自分自身の毛髪を脱毛箇所に移植する美容外科手術である。自分自身の組織を移植するため、免疫拒絶反応が起こらない安全性の高い手術である。また、本物の生きた毛髪であるため、日々成長し続け、抜けてもまた生えかわり、一度手術をした後はメンテナンスは不要である。
男性型脱毛症では、脱毛を起こすのは頭頂部と前頭部であり、後頭部の毛髪は生涯脱毛を起こすことは少ない。この毛根の性質は遺伝子的に決まっているものであるため、人体の他の場所に移植しても変わることがなく、毛を生やし続ける。このような皮膚の特性は奥田庄二医師が1939年に発見した。この性質を利用して、後頭部の毛髪を、毛根と周囲の皮膚ごと脱毛箇所に移植すると、移植した毛髪は生涯毛を生やし続ける。これが自毛移植手術である。
このような手術は米国では1970年代から広く実施されてきた。しかし初期の移植技術では、髪と皮膚の色の違いが大きい黄色人種に施術すると移植した毛が不自然に見えてしまったため、自毛移植手術の原理を発見したのが日本人であるにもかかわらず、日本ではほとんど実施されることがなかった。
しかし近年、移植元となる毛髪がある皮膚（ドナー）を毛髪2～3本ごとの小片（グラフト）に株分けして、禿げている箇所に分散配置するマイクログラフト法が開発された。この方法では、ドナーの皮膚で脱毛箇所を置き換えるというよりも、グラフトの毛髪を成長させて脱毛箇所を覆い隠すという考え方になる。さらに数千本の毛髪を一度の手術で移植するメガセッションが可能になったことで十分な密度を得ることができるようになり、黄色人種への施術ができるようになった。現在の医学では、自毛移植手術が脱毛症の最終的解決手段と考えられるが、以下のような問題点がある。
- 費用が高額

移植毛の株分けや、移植箇所への植え込みには、特別な訓練を積んだ医師と看護師のチームが必要であり、人件費からして高額にならざるを得ない。また、病気の治療ではないため健康保険は適用されず、全額自己負担の自由診療になる。しかし、一旦手術をすればそれ以降の出費は一切ないため、長期的に見るとかつらや増毛よりも割安であると言われている。
- 頭皮に傷がつく

移植元の頭皮はドナーを切除した後に縫合し、移植先の頭皮には器具で穴をあけてグラフトを挿入する。つまり刃物で頭皮を傷つけるので、ドナーを切除した箇所は線状痕に、グラフトを挿入した箇所は凸凹になる。手術技術が向上したため、見た目にもわかるほどの傷や凸凹ができることはなくなったが、触れば判る程度の凸凹ができることは避けられない。このため、頭垢がたまりやすくなる、スキンヘッドにはできなくなる、といった問題がある。
- 手術可能な毛髪量が限られる

ドナーを切除した箇所は縫合するため、ドナーを取りすぎると頭皮が突っ張ってしまう。ドナーにできる毛髪量は体質によって異なるが、生涯で約1万2千本と言われている。
- ショックロスが起こる可能性がある

植毛手術後に、もともと生えている毛が抜け落ちる場合がある。明確な原因は解明されていないが、術後の炎症反応や麻酔による副作用、人為的なミス、移植したことで髪全体に栄養が行き届かなくなったなど、さまざまな説がある。基本的にショックロスは一時的なものであり、早ければ3ヶ月、遅くとも1年ほどで元の状態に戻るケースがほとんどである。
- 全禿げ（丸禿げ）や、禿が非常に広い場合には適用できない

なお、費用以外の問題は、幹細胞培養による毛髪のクローニングが実用化されれば解決されると言われている。
- 男性型脱毛症診療ガイドライン（2017年版）[13]でも推奨度B（おこなうよう勧められる：少なくとも1つ以上の有効性を示す質の劣るレベルIIか良質のレベルIIIあるいは非常に良質のIVのエビデンスがあること）になっている。つまり、自毛植毛は勧められる薄毛治療であるが、技術の熟達した医師のもとで行うべきであるとしている。
- 自毛植毛をしてもフィナステリドやデュタステリドの内服を一生涯続ける必要がある。植毛で定着した毛は生涯AGAに侵される事は無い。しかし、前頭部から頭頂部にもともと生えている毛はフィナステリドやデュタステリドを内服しなければAGAの進行とともに弱毛化しやがて抜けて生えなくなる。植毛をして5α-リダクターゼ阻害薬を内服しなければ、将来植毛した毛だけが残っているという状態になりかねない。しかし、フィナステリドの内服等だけで薄毛を完全に治療する事は現時点では困難であり、どうしても自毛植毛に頼らざるを得ない事も確かである。内服薬、外用薬、注射、レーザーと自毛植毛を組み合わせて多角的に薄毛を治療するクリニックも出現している。